# 利莫内皮埃蒙特
利莫内皮埃蒙特（義大利語：Limone Piemonte）是意大利库内奥省的一个市镇。总面积71平方公里，人口1541人，人口密度21.7人/平方公里（2009年）。ISTAT代码为004110。